# Luan Cândido
Luan Cândido de Almeida, noto semplicemente come Luan Cândido (Ubá, 2 febbraio 2001), è un calciatore brasiliano, difensore del Grêmio in prestito dal RB Bragantino.

## Caratteristiche tecniche
È un terzino sinistro che abbina grande velocità, la sua principale caratteristica, ad una buona tecnica. Dotato di un ottimo tiro da fuori, sa svolgere entrambe le fasi e nelle giovanili del Palmeiras è stato provato anche come esterno di centrocampo. Sa calciare anche rigori e calci di punizione,viene paragonato a Layvin Kurzawa.
Nel 2018 viene inserito da The Guardian nella lista dei 60 talenti migliori della sua generazione.

## Carriera

### Club
Giovanili al Palmeiras e Lipsia
Nato ad Ubá, nello stato del Minas Gerais, nel 2016 entra a far parte del vivaio del Palmeiras. Nell'estate del 2019 viene acquistato dal RB Lipsia dove viene aggregato alle giovanili e colleziona 3 presenze in Uefa Youth League.
Red Bull Bragantino
Dal Gennaio 2020 passa in prestito con diritto di riscatto al Red Bull Bragantino ,dopo prestazioni convincenti il club brasiliano decide di riscattarlo per 1,5 milione di euro. Nella stagione 2022-2023 diventa il difensore con più goal nel campionato dopo aver realizzato ben 11 reti in Serie A segnando goal notevoli da fuori area e anche da calcio di punizione e rigori.

### Nazionale
Con la nazionale brasiliana Under-17 ha disputato il Mondiale Under-17 2017 concluso al terzo posto.
Nel 2019 è stato convocato dalla nazionale Under-20 per disputare il Sudamericano Sub-20 2019.

## Statistiche

### Presenze e reti nei club
Statistiche aggiornate al 7 maggio 2025.
| Stagione             | Squadra              | Campionato           | Campionato | Campionato | Coppe nazionali | Coppe nazionali | Coppe nazionali | Coppe continentali | Coppe continentali | Coppe continentali | Altre coppe | Altre coppe | Altre coppe | Totale | Totale | Totale |
| Stagione             | Squadra              | Comp                 | Pres       | Reti       | Comp            | Pres            | Reti            | Comp               | Pres               | Reti               | Comp        | Pres        | Reti        | Pres   | Reti   |        |
| -------------------- | -------------------- | -------------------- | ---------- | ---------- | --------------- | --------------- | --------------- | ------------------ | ------------------ | ------------------ | ----------- | ----------- | ----------- | ------ | ------ | ------ |
| 2020                 | RB Bragantino        | A1/SP+A              | 3+11       | 0+1        | CB              | 1               | 0               | -                  | -                  | -                  | -           | -           | -           | 15     | 1      |        |
| 2021                 | RB Bragantino        | A1/SP+A              | 4+18       | 0+3        | CB              | 4               | 0               | CS                 | 6                  | 0                  | -           | -           | -           | 32     | 3      |        |
| 2022                 | RB Bragantino        | A1/SP+A              | 12+32      | 1+11       | CB              | 2               | 1               | CL                 | 4                  | 0                  | -           | -           | -           | 50     | 13     |        |
| 2023                 | RB Bragantino        | A1/SP+A              | 5+22       | 0+1        | CB              | 0               | 0               | CS                 | 2                  | 0                  | -           | -           | -           | 29     | 1      |        |
| 2024                 | RB Bragantino        | A1/SP+A              | 9+26       | 0+1        | CB              | 4               | 1               | CL+CS              | 4+10               | 0+1                | -           | -           | -           | 53     | 3      |        |
| Totale RB Bragantino | Totale RB Bragantino | Totale RB Bragantino | 33+109     | 1+17       |                 | 11              | 2               |                    | 26                 | 1                  |             | -           | -           | 179    | 21     |        |
| 2025                 | Grêmio               | PD/RS+A              | 1+0        | 0          | CB              | 1               | 0               | CS                 | 1                  | 0                  | -           | -           | -           | 3      | 0      |        |
| Totale carriera      | Totale carriera      | Totale carriera      | 143        | 18         |                 | 12              | 2               |                    | 27                 | 1                  |             | -           | -           | 182    | 21     |        |

### Cronologia presenze e reti in nazionale
| Cronologia completa delle presenze e delle reti in nazionale ― Brasile under 20 | Cronologia completa delle presenze e delle reti in nazionale ― Brasile under 20 | Cronologia completa delle presenze e delle reti in nazionale ― Brasile under 20 | Cronologia completa delle presenze e delle reti in nazionale ― Brasile under 20 | Cronologia completa delle presenze e delle reti in nazionale ― Brasile under 20 | Cronologia completa delle presenze e delle reti in nazionale ― Brasile under 20 | Cronologia completa delle presenze e delle reti in nazionale ― Brasile under 20 | Cronologia completa delle presenze e delle reti in nazionale ― Brasile under 20 |
| Data                                                                            | Città                                                                           | In casa                                                                         | Risultato                                                                       | Ospiti                                                                          | Competizione                                                                    | Reti                                                                            | Note                                                                            |
| ------------------------------------------------------------------------------- | ------------------------------------------------------------------------------- | ------------------------------------------------------------------------------- | ------------------------------------------------------------------------------- | ------------------------------------------------------------------------------- | ------------------------------------------------------------------------------- | ------------------------------------------------------------------------------- | ------------------------------------------------------------------------------- |
| 25-3-2018                                                                       | Manaus                                                                          | Brasile under 20                                                                | 0 – 0                                                                           | Messico under 20                                                                | Amichevole                                                                      | -                                                                               |                                                                                 |
| 13-10-2018                                                                      | Rancagua                                                                        | Cile under 20                                                                   | 1 – 1                                                                           | Brasile under 20                                                                | Amichevole                                                                      | -                                                                               |                                                                                 |
| 15-10-2018                                                                      | Santiago del Cile                                                               | Cile under 20                                                                   | 2 – 2                                                                           | Brasile under 20                                                                | Amichevole                                                                      | -                                                                               |                                                                                 |
| 25-1-2019                                                                       | Rancagua                                                                        | Brasile under 20                                                                | 1 – 0                                                                           | Bolivia under 20                                                                | Sudamericano Under-20 2019 - 1º turno                                           | -                                                                               |                                                                                 |
| 2-2-2019                                                                        | Rancagua                                                                        | Venezuela under 20                                                              | 2 – 0                                                                           | Brasile under 20                                                                | Sudamericano Under-20 2019 - 1º turno                                           | -                                                                               | 85’ 90’                                                                         |
| 4-2-2019                                                                        | Rancagua                                                                        | Brasile under 20                                                                | 2 – 3                                                                           | Uruguay under 20                                                                | Sudamericano Under-20 2019 - 1º turno                                           | 1                                                                               |                                                                                 |
| 7-2-2019                                                                        | Rancagua                                                                        | Ecuador under 20                                                                | 0 – 0                                                                           | Brasile under 20                                                                | Sudamericano Under-20 2019 - 1º turno                                           | -                                                                               |                                                                                 |
| 11-2-2019                                                                       | Rancagua                                                                        | Brasile under 20                                                                | 1 – 0                                                                           | Argentina under 20                                                              | Sudamericano Under-20 2019 - 1º turno                                           | -                                                                               |                                                                                 |
| Totale                                                                          |                                                                                 | Presenze                                                                        | 8                                                                               |                                                                                 | Reti                                                                            | 1                                                                               |                                                                                 |

| Cronologia completa delle presenze e delle reti in nazionale ― Brasile under 17 | Cronologia completa delle presenze e delle reti in nazionale ― Brasile under 17 | Cronologia completa delle presenze e delle reti in nazionale ― Brasile under 17 | Cronologia completa delle presenze e delle reti in nazionale ― Brasile under 17 | Cronologia completa delle presenze e delle reti in nazionale ― Brasile under 17 | Cronologia completa delle presenze e delle reti in nazionale ― Brasile under 17 | Cronologia completa delle presenze e delle reti in nazionale ― Brasile under 17 | Cronologia completa delle presenze e delle reti in nazionale ― Brasile under 17 |
| Data                                                                            | Città                                                                           | In casa                                                                         | Risultato                                                                       | Ospiti                                                                          | Competizione                                                                    | Reti                                                                            | Note                                                                            |
| ------------------------------------------------------------------------------- | ------------------------------------------------------------------------------- | ------------------------------------------------------------------------------- | ------------------------------------------------------------------------------- | ------------------------------------------------------------------------------- | ------------------------------------------------------------------------------- | ------------------------------------------------------------------------------- | ------------------------------------------------------------------------------- |
| 13-10-2017                                                                      | Margao                                                                          | Niger under 17                                                                  | 0 – 2                                                                           | Brasile under 17                                                                | Mondiali Under-17 2017 - 1º turno                                               | -                                                                               | 82’                                                                             |
| 18-10-2017                                                                      | Kochi                                                                           | Brasile under 17                                                                | 3 – 0                                                                           | Honduras under 17                                                               | Mondiali Under-17 2017 - Ottavi di finale                                       | -                                                                               | 45’                                                                             |
| 22-10-2017                                                                      | Calcutta                                                                        | Germania under 17                                                               | 1 – 2                                                                           | Brasile under 17                                                                | Mondiali Under-17 2017 - Quarti di finale                                       | -                                                                               | 46’                                                                             |
| Totale                                                                          |                                                                                 | Presenze                                                                        | 3                                                                               |                                                                                 | Reti                                                                            | 0                                                                               |                                                                                 |